# Steven Lysak
Steven Lysak (n. 7 august 1912, Newark, New Jersey, SUA – d. 30 iulie 2002, Yonkers, New York, SUA) a fost un canoist ce a reprezentat Statele Unite ale Americii, medaliat olimpic. A participat la o ediție a Jocurilor Olimpice (1948) în care a câștigat o medalie de aur și o medalie de argint.